# Yalkout Shimoni
Le Yalkout Shimoni (hébreu : ילקוט שמעוני compilation de Shimon) est un recueil médiéval d’interprétations aggadiques sur l’ensemble de la Bible hébraïque. Il est souvent désigné comme « le Yalkout » du fait de sa grande popularité, bien que d’autres compilations du même type existent.